# Ali La Pointe
Ali Ammar (Árabe:علي عمّار) (Miliana, 14 de mayo de 1930-Argel, 8 de octubre de 1957), conocido por su apodo Ali la Pointe, fue un luchador revolucionario y líder guerrillero del Frente de Liberación Nacional que luchó por la independencia de Argelia contra la ocupación francesa, durante la batalla de Argel.
Ali vivió una vida de delitos menores y cumplía una condena de prisión de dos años cuando estalló la guerra en Argelia en 1954. Reclutado en la famosa prisión de Barberousse por militantes del FLN, se convirtió en uno de los tenientes más confiables y leales del FLN en Argel. El 28 de diciembre de 1956, es sospechoso de matar al alcalde de Boufarik, Amédée Froger.
En 1957, los paracaidistas franceses liderados por el coronel Yves Godard aislaron y eliminaron sistemáticamente al liderazgo del FLN en Argel. Los métodos antiterroristas de Godard incluyeron el interrogatorio con tortura. En junio, la Pointe dirigió equipos para colocar explosivos en las luces de las calles cerca de paradas de transporte público y bombardear un club de baile que mató a 17.
Yacef Saâdi ordenó a los líderes que se escondieran en direcciones separadas dentro de la Casbah. Después de la captura de Yacef, la Pointe y tres compañeros, Hassiba Ben Bouali, Mahmoud "Hamid" Bouhamidi y 'Petit Omar', permanecieron ocultos hasta el 8 de octubre. Localizado por paras que actuaban siguiendo un aviso de un informante, Ali La Pointe tuvo la oportunidad de rendirse, pero se negó, por lo que él, sus compañeros y la casa en la que se escondía fueron bombardeados por paracaidistas franceses. En total, 20 argelinos murieron en la explosión.
Fue interpretado por Brahim Haggiag en la película La batalla de Argel.

## Galería de imágenes

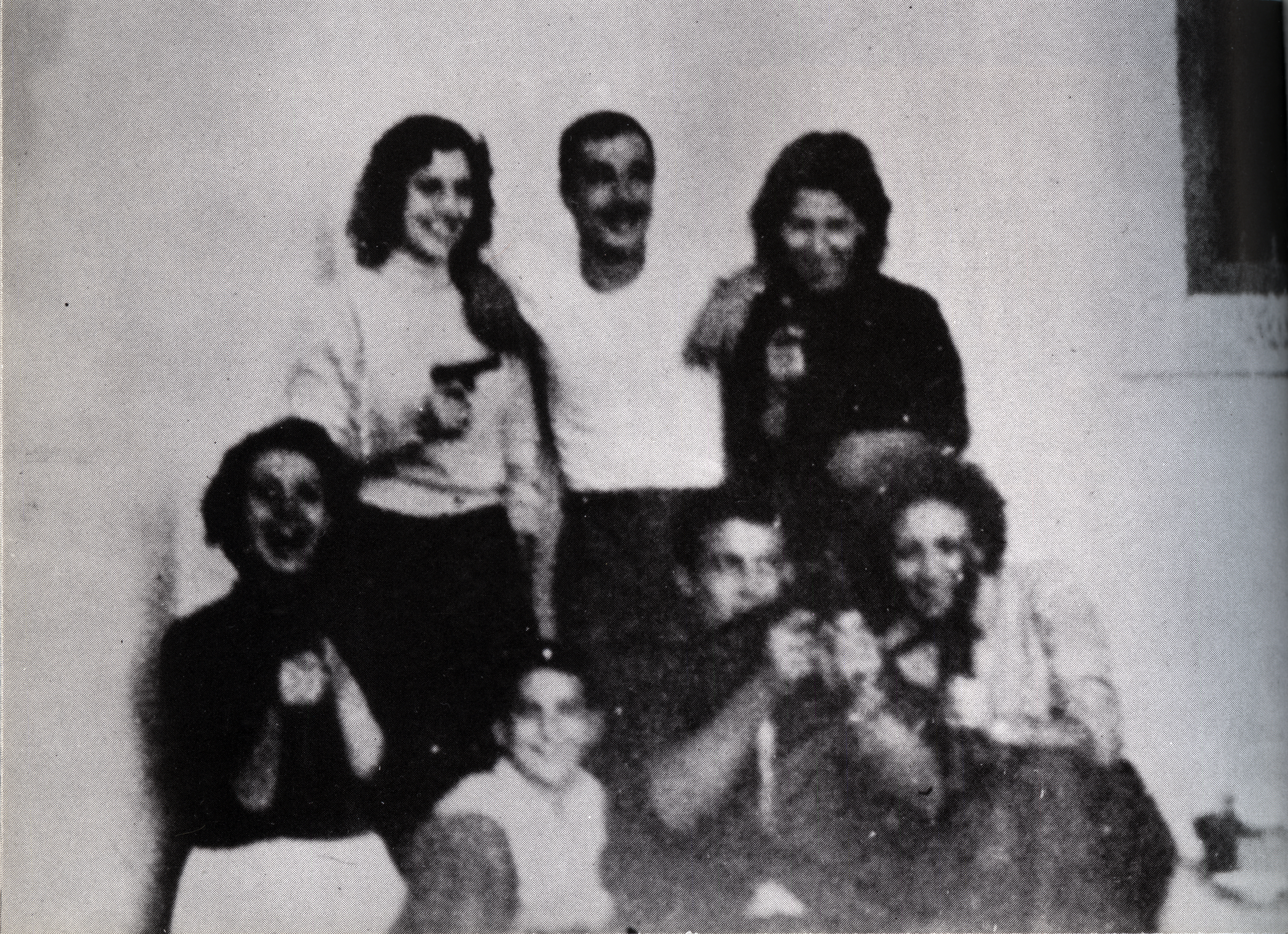
De izquierda a derecha, detrás: Djamila Bouhired, Yacef Saâdi, Hassiba Ben Bouali. Al frente: Samia Lakhdari, Omar, el sobrino de Yacef Saadi, Ali La Pointe, con un arma en la mano y Zohra Drif.
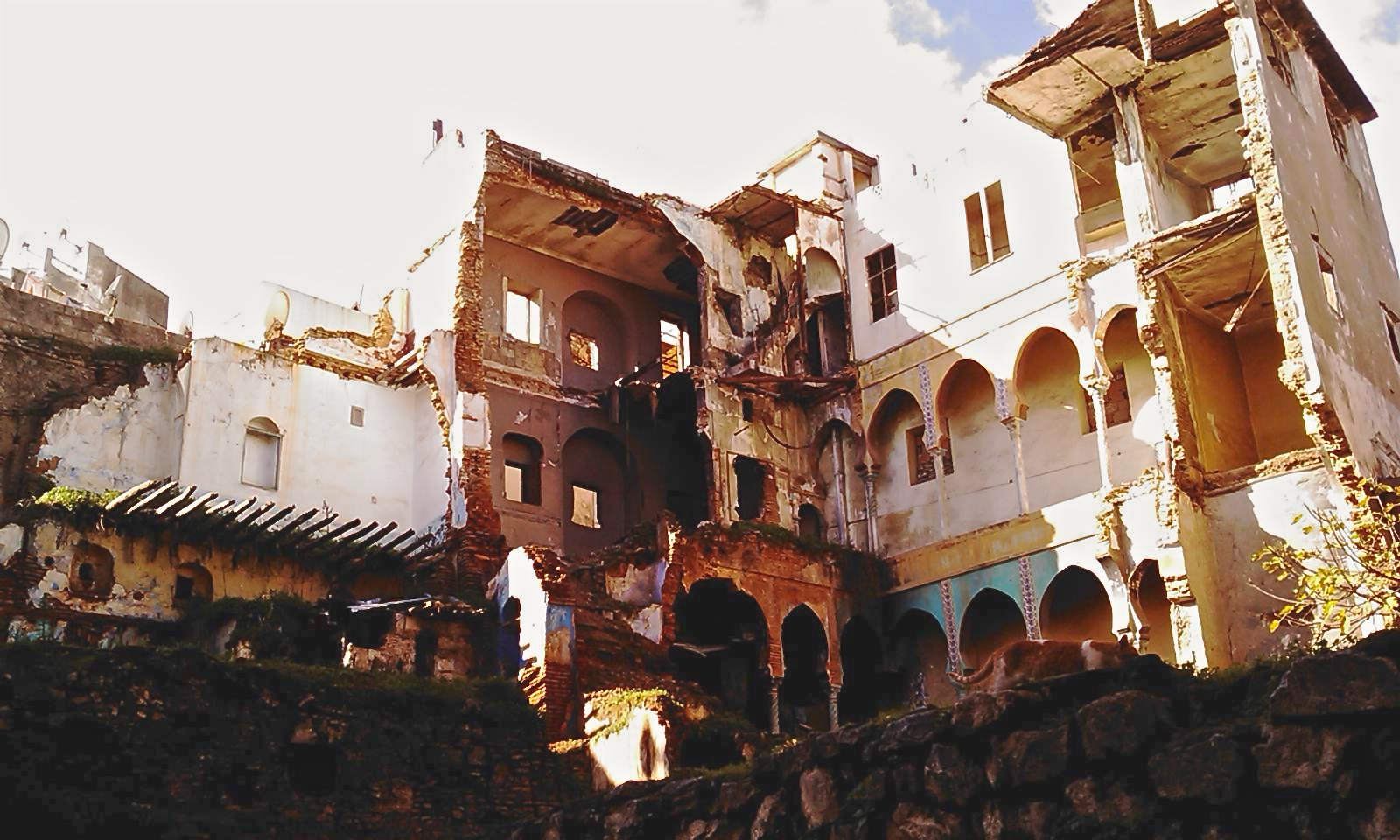
Kasbah de Argel, diciembre de 2011, 54 años después de la explosión, con el resto de las ruinas del escondite de Ali la Pointe.
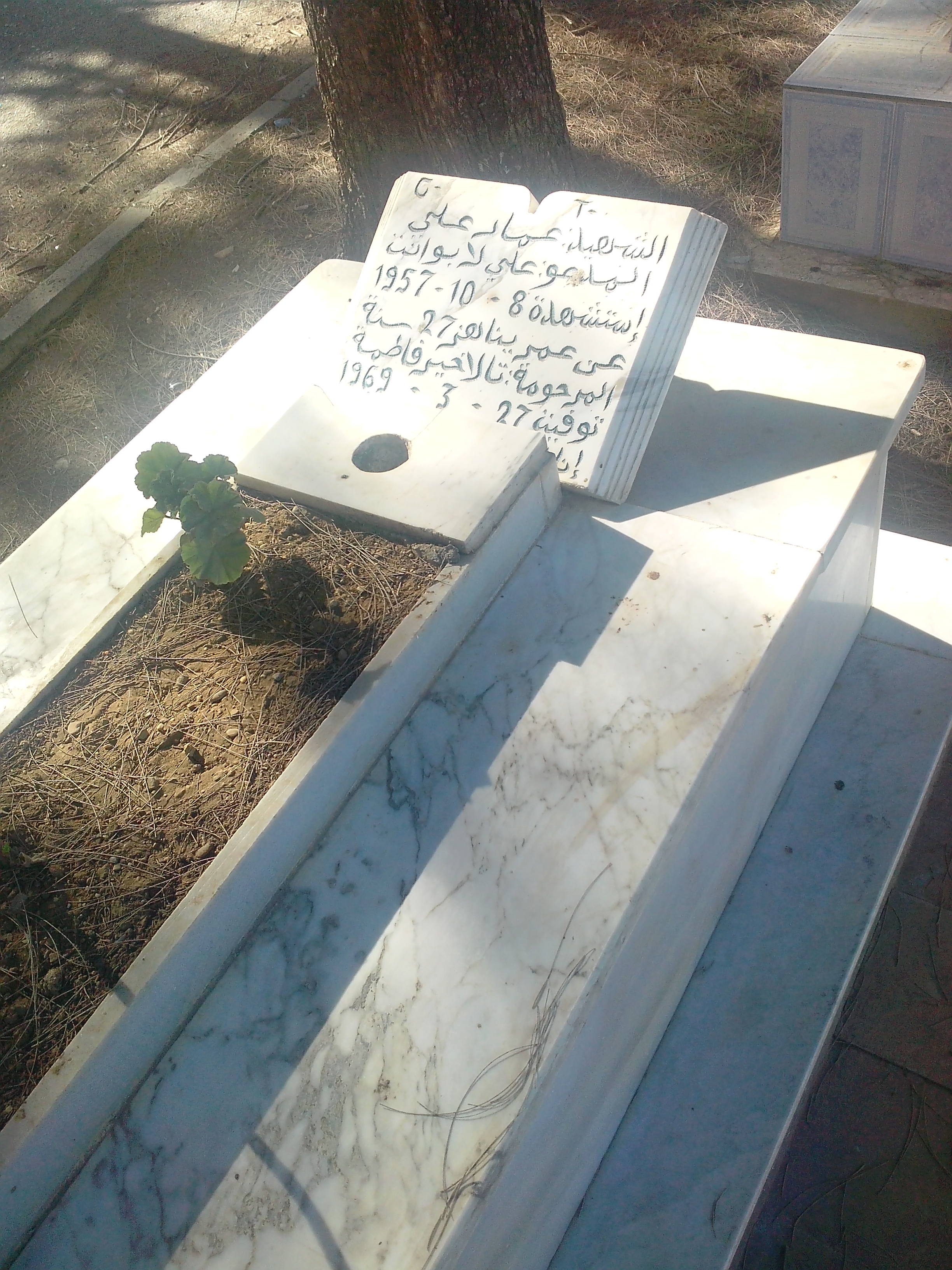
Tumba de Ali La Pointe.